# Elling Holst

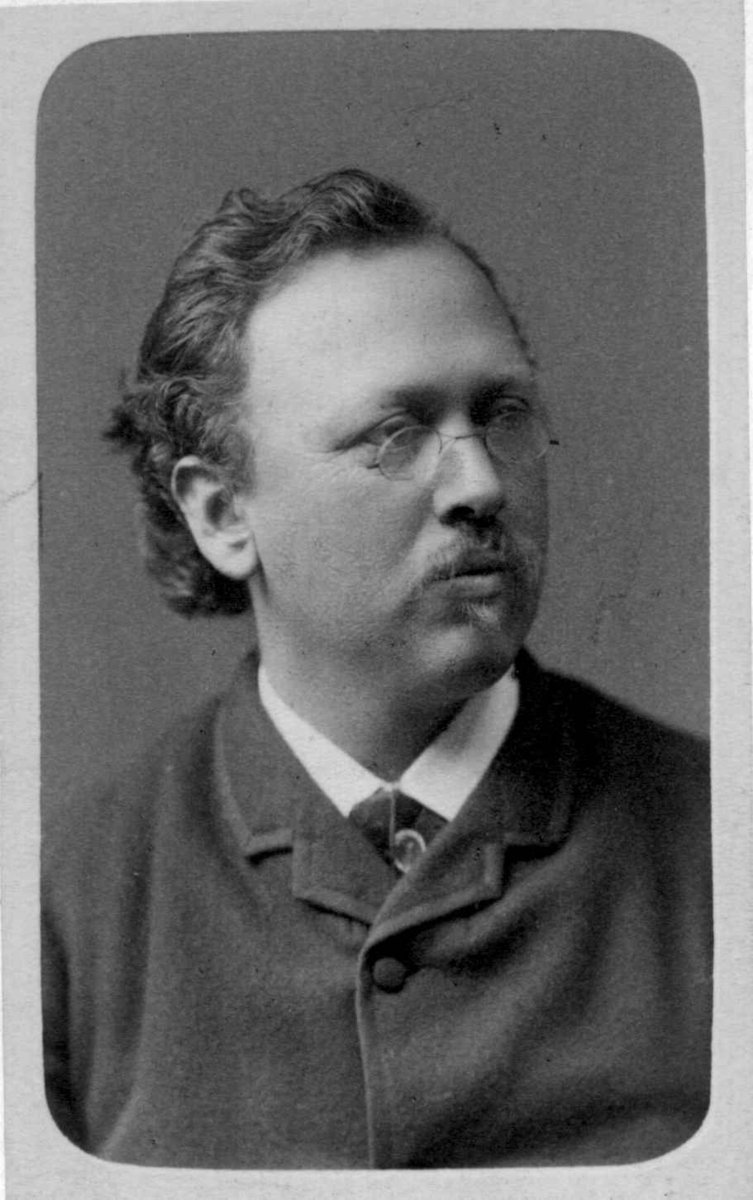
Elling Holst

Elling Bolt Holst (* 19. Juli 1849 in Drammen, Buskerud; † 2. September 1915 in Bærum) war ein norwegischer Mathematiker. Er war Professor an der Universität Oslo, in Norwegen allerdings weniger durch Mathematiklehrbücher als vielmehr durch Kinderbücher bekannt.

## Leben und Wirken
Holst studierte in Oslo, wo er 1874 bei Sophus Lie sein Kandidatenexamen machte. Danach war er zwei Jahre am Meteorologischen Institut, bevor er mit einem Stipendium nach München zu Felix Klein und 1879/80 nach Paris, Kopenhagen und England ging. 1883 wurde er promoviert (Et par syntetiske Methoder, især til Brug ved Studiet af metriske Egenskaber). Er war Lehrer in Oslo und übernahm nach dem Weggang von Sophus Lie nach Leipzig 1886 dessen Geometrie Vorlesungen in Oslo. Gleichzeitig gründete er dort ein mathematisches Seminar (Vorläufer der 1918 gegründeten Norwegischen Mathematischen Vereinigung). 1891 wurde er Professor an der Technischen Schule in Oslo und 1894 bis 1912 war er Mathematikprofessor an der Universität Oslo, wo er als hervorragender Lehrer galt.
Er schrieb Kinderbücher (wie Norsk billedbog for børn, 1881, 1890, eine Sammlung von Kinderreimen teils mit eigenen Melodien) und veröffentlichte 1902 mit Carl Størmer und Ludwig Sylow einen Gedenkband an Niels Henrik Abel.
1881 wurde er Mitglied der norwegischen Akademie der Wissenschaften. 1902 wurde er Ritter 1. Klasse des Sankt-Olav-Ordens. 1879 erhielt er die Goldmedaille des norwegischen Kronprinzen für seine Abhandlung über den Beitrag von Jean-Victor Poncelet zur Geometrie (erschienen 1878).
Er war an Kunst interessiert, war mit Künstlern befreundet, sammelte selbst Kunst und Bücher und war 1897 bis 1905 im Vorstand der Nationalgalerie.
Er war zweimal verheiratet.
Zu seinen Doktoranden zählen Axel Thue und er war Lehrer von Kristian Birkeland, Richard Birkeland und Carl Størmer.